# Nordfalster FB
Nordfalsters Forenede Boldklubber (kendt som Nordfalster FB, forkortet NFB) er en fodboldklub i Nørre Alslev på falster. Klubben spiller i Sjællandsserien.